# Pfarrkirche Zelking

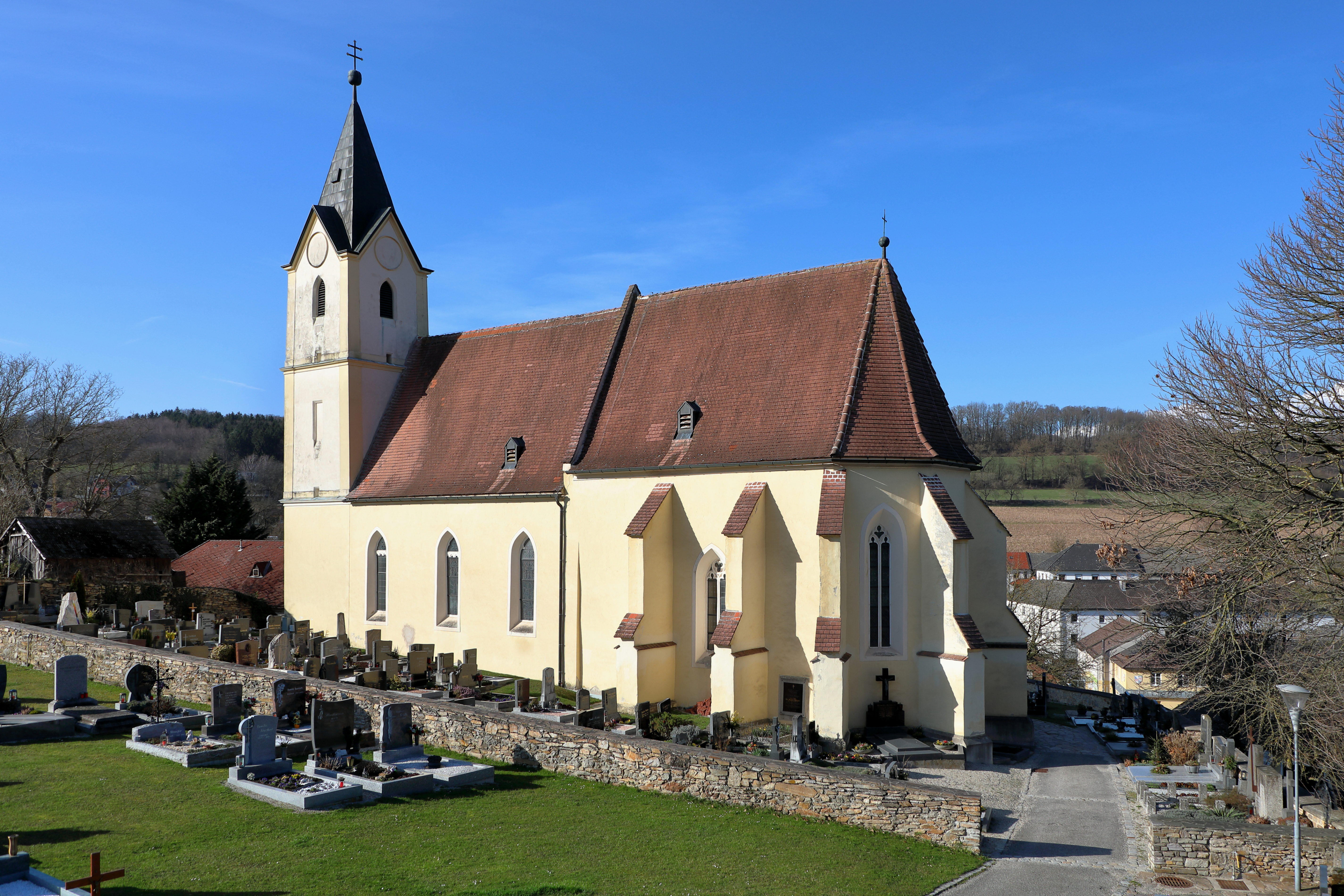
Katholische Pfarrkirche hl. Erhard in Zelking

Die Pfarrkirche Zelking steht auf einem Hügel mittig in Zelking in der Gemeinde Zelking-Matzleinsdorf im Bezirk Melk in Niederösterreich. Die dem Patrozinium hl. Erhard von Regensburg unterstellte römisch-katholische Pfarrkirche gehört zum Dekanat Melk in der Diözese St. Pölten. Die Kirche und der Friedhof stehen unter Denkmalschutz (Listeneintrag).

## Geschichte
Die Gründung der Kirche erfolgte durch die Zelkinger um die Mitte des 13. Jahrhunderts. Urkundlich war die Kirche 1294/1298 ein Vikariat vom Stift Melk. Auf Initiative von Albero von Zelking erfolgte 1346 die Erhebung zur Pfarre und blieb bis 1634 Patronats- und Begräbniskirche der Familie Zelking. Die Pfarre war im 16. Jahrhundert protestantisch. 1872 war eine Renovierung. 1992 war eine Restaurierung.

## Architektur
Das zweischiffige, im Kern romanische Langhaus mit einem gotischen Chor mit gotischen bzw. Spätrenaissancegewölben ist von einem Friedhof mit teils noch erhaltener mittelalterlicher Bruchsteinmauer umgeben. Die Gruft unter der Kirche nimmt nahezu die gesamte Länge der Kirche ein.
Das Kirchenäußere zeigt das Langhaus mit dem Nordschiff unter einem einheitlichen Satteldach, die Fassade zeigt Spitzbogenfenster mit Resten von nachgotischem Maßwerk. Das neugotische Nordportal zeigt sich in einem spitzbogigen Rahmen mit Krabben. Bündig zur Südecke der glatten westlichen Giebelfront steht ein gedrungener dreigeschoßiger, im Kern gotischer Turm mit Schlitzfenstern, er trägt über Uhrengiebeln ein Zeltdach. Nördlich am Turm steht ein Portalvorhallenanbau mit einem Giebel aus dem 19. Jahrhundert. Der Chor mit einer höheren Trauflinie als das Langhaus zeigt wuchtige, weit abgetreppte Strebepfeiler und zweiteilige Spitzbogenfenster mit Maßwerk aus der Mitte des 14. Jahrhunderts.
Das Kircheninnere zeigt ein zweischiffiges dreijochiges Langhaus. Das Hauptschiff aus der Spätrenaissance entstand um 1560/1570 und zeigt angeputzte profilierte Kreuz-, Gurt- und Scheitelrippen auf Konsolen und drei große Scheitelringe. Die westliche Balkonempore mit schlichter Holzbrüstung ist aus dem Ende des 19. Jahrhunderts. Das Hauptschiff ist zum wesentlich niedrigerem Nordschiff mit drei gedrungenen Spitzbogenarkaden geöffnet, das Nordschiff aus dem Anfang des 15. Jahrhunderts zeigt Kreuz- und Gurtrippengewölbe und schließt im Osten gerade. Der Triumphbogen ist stark eingezogen. Der zweijochige Chor mit einem Fünfachtelschluss hat ein Kreuzrippengewölbe auf Hornkonsolen aus dem dritten Viertel des 14. Jahrhunderts.
Die Glasmalereien im Chor entstanden einheitlich um 1420 mit einer Stiftung von Heinrich IV. von Zelking, im Nordosten Mariä Verkündigung, hl. Agatha, hl. Georg mit dem Drachen, Wappen der Agnes von Wallsee, die Evangelisten Lukas und Markus, im Südosten hl. Nikolaus, Maria mit Kind im Strahlenkranz, Wappen des Bernhard von Losenstein, Wappen der Anna von Zelking, Mariä Krönung in architektonischer Rahmung, Schmerzensmann, im Scheitelfenster die Nonnen am ursprünglichen Ort belassen, die zugehörigen Scheiben Kreuzigung und Auferstehung Christi wurden bei der Restaurierung in das südliche Chorfenster versetzt. Im Langhaus Werkstatt des hl. Josef 1897 und eine Lourdes-Madonna aus dem Ende des 19. Jahrhunderts.

## Ausstattung
Der Hochaltar als neugotischer Bildrahmenaltar mit seitlichen Nischentürmchen und Krabbendekor zeigt das nazarenische Bild hl. Erhard den Kranken erscheinend gemalt von Theodor Petter 1845, er trägt die Statuen der Heiligen Ambrosius und Augustinus, die dreieckförmige Altarstaffel mit Tabernakel trägt adorierende Engel. Das ehemalige Leinwandbild und Altarbild hl. Erhard den Kranken erscheinend gemalt von Martin Johann Schmidt ist aus 1791. Das Bild Himmelfahrt des hl. Johannes Nepomuk aus dem dritten Viertel des 18. Jahrhunderts in einem kartuschenförmigen Rokokorahmen als ehemaliges Altarbild der Kapelle vom Schloss Matzleinsdorf wurde hierher übertragen.

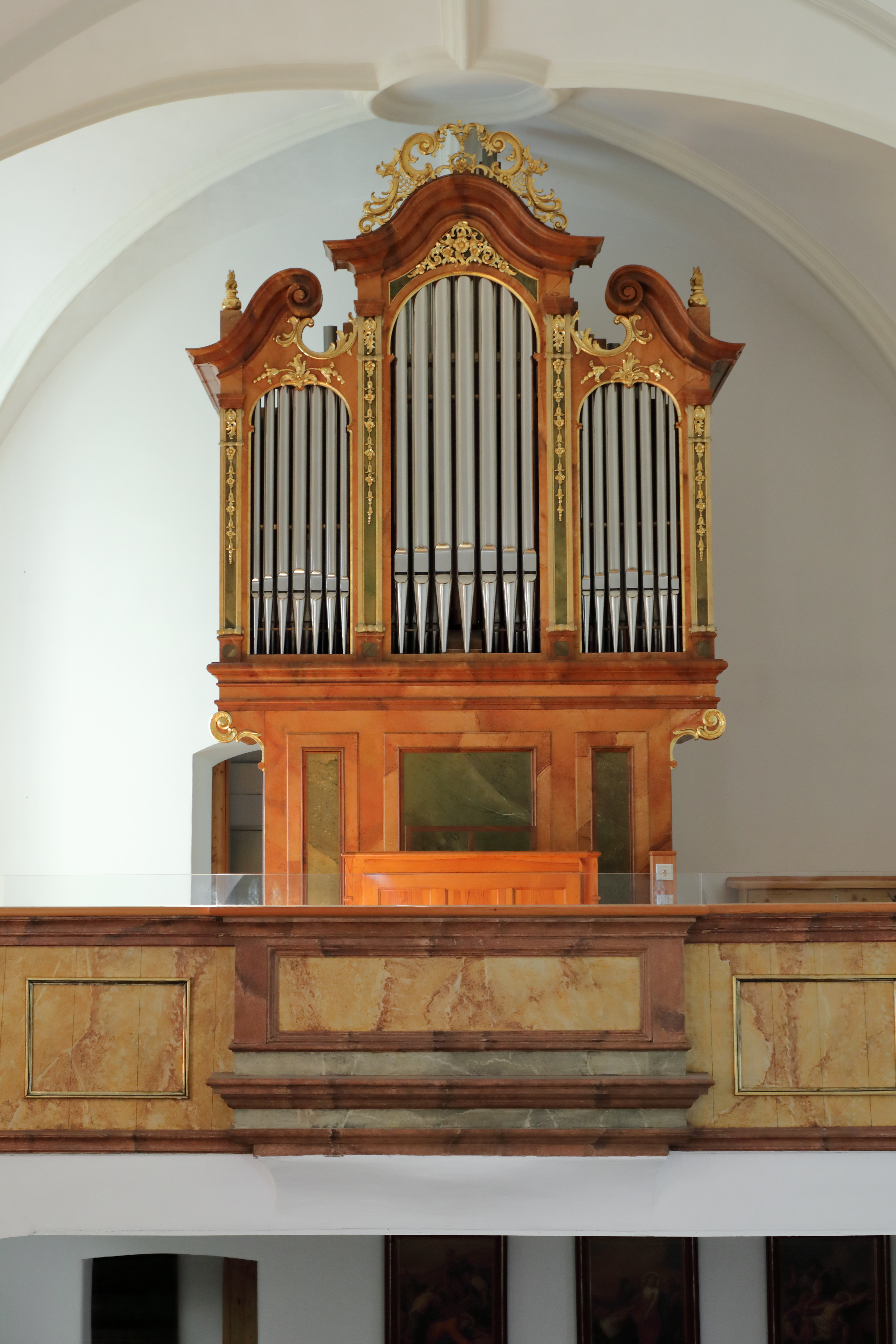
Breinbauer-Orgel aus dem Jahr 1915

Der polygonale Taufstein im Stil der Frührenaissance steht konisch ablaufend auf einem gerundeten Sockel und hat eine Bemalung mit Rankenwerk um 1530/1540, der Holzaufsatz mit der Figurengruppe Taufe Christi ist aus dem Ende des 19. Jahrhunderts.
Der Bodenbelag mit Kelheimer Platten entstand 1992.
Die Orgel baute Leopold Breinbauer 1915 in einem Gehäuse in barocken Formen. Eine Glocke entstand um 1300. Eine Glocke nennt Johann Georg Fielgrader 1793.

## Grabdenkmäler
- Außen an der Kirche steht ein Grabstein um 1900 der Familie Hansmann mit dem Relief einer Trauerfigur.
- Wandgrabdenkmal Magdalena von Zelking 1626 über einem Kastenaufbau mit Wappeninschrifttafel mit seitlicher Obeliskenrahmung, mit Rundaufsatz mit Wappenschildkranz um das Hauptwappen und der Obeliskbekrönung.

Im Chor:
- Gruftplatte Christoph Wilhelm Zelking mit reliefiertem Wappen 1631.
- Gruftplatte Ludwig Wilhelm von Zelking 1634.
- Reliefierte Grabplatte Urban Herrstorffer 1597.
- Grabplatte Katharina von Zelking 1414 mit zwei geritzten Wappen.
- Fünf Sargplatten der Zelkinger aus dem 17. Jahrhundert befinden sich im Diözesanmuseum St. Pölten.